# Nens de la ruta de la seda
Nens de la ruta de la seda (originalment en danès, Børnene på Silkevejen) és una sèrie documental danesa del 2017 de cinc episodis dirigida per Jens Pedersen. La sèrie tracta sobre nens de diferents països de l'antiga ruta de la seda a l'Àsia central i Meridional. Cada història s'explica des del punt de vista del nen, i tots tenen algun objectiu per superar. La ruta de la seda era una antiga xarxa de rutes comercials que van fomentar la interacció entre Occident i Orient. Per bé que aquest comerç ja és cosa del passat, la sèrie defensa que la cultura es manté.
Els treballs mostren des de la visió de d'un nen d'onze anys que té molt clar que vol arribar a ser un contorsionista professional, fins a un de dotze anys que viu en una granja a les muntanyes del Kirguizstan, passant pel cas d'un altre nen que ha plegat de l'escola perquè el mestre el pegava, o d'una nena que viu al Nepal i la seva família li ha buscat un marit.
El 2019 es va estrenar el doblatge en català al canal 33.
Es tracta d'una producció de Pedersen and Co., juntament amb Toolbox Film.

## Llista d'episodis
| Núm. | Títol                         | Data d'emissió original |
| --- | ----------------------------- | ----------------------- |
| 1 | «Una nena contra la gravetat» | 2017                    |
| L'Erchendimeg, d'onze anys, té molt clar que vol arribar a ser una contorsionista professional. Li costa aprendre els exercicis perquè té una mica de complex perquè el seu pare és a la presó, la seva mare és exalcohòlica i la van admetre a l'escola de circ amb una beca. |                               |                         |
| 2 | «La febre dels cavalls»       | 2017                    |
| El Daniar, de dotze anys, viu en una granja a les muntanyes del Kirzguizistan. S'estima molt els animals, i sobretot els cavalls. Un dia, el seu pare li porta un cavall salvatge jove i li diu que se'l podrà quedar si el domestica bé.                                      |                               |                         |
| 3 | «La sort de la Poonam»        | 2017                    |
| La Poonam és una noia de 14 anys que viu al Nepal i la seva família li ha buscat un marit. Quan ho explica a les seves amigues de l'escola, comencen a explicar històries terribles de matrimonis d'altres noies.                                                              |                               |                         |
| 4 | «Porto la música a la sang»   | 2017                    |
| El Ravi, de 13 anys, se sent lliure com un ocell quan toca el tambor als terrats del seu poble de l'Índia. Ha nascut en una família de músics de casaments i, ja de molt petit, el pare li va donar un tambor perquè aprengués a tocar-lo i se l'enduia a treballar amb ell.   |                               |                         |
| 5 | «La vida és una platja»       | 2017                    |
| El Javed, un nen d'11 anys, ha plegat de l'escola perquè el mestre li pegava. També ha fugit de casa perquè la seva mare li pega si no li porta diners. Ara el Javed viu a la platja i es guanya la vida fent massatges a la gent.                                             |                               |                         |